# Fagersta centralstation
Fagersta centralstation, Fagersta C, är en järnvägsstation i Västanfors några km söder om centrala Fagersta. Stationen är en järnvägsknut mellan järnvägslinjerna Bergslagspendeln och Godsstråket genom Bergslagen.

## Historik
Stationsbyggnaden är ritad av SJ:s chefsarkitekt Folke Zettervall. Stationen invigdes den 1 juli 1900, under namnet Västanfors station, i samband med att den statliga stambanan mellan Frövi och Krylbo invigdes. Samma år öppnade Stockholm–Västerås–Bergslagens Järnvägar linjen mellan Ängelsberg och Ludvika för trafik. Fram till den 9 juni 1947 hette stationen Västanfors station, då namnet ändrades till Fagersta central, något år efter att Fagersta stad bildats.
Det finns även en station två kilometer åt nordväst, med namnet Fagersta norra station, vid Fagersta centrum, utmed Bergslagspendeln.

## Trafik
Tåg i Bergslagen har dagliga turer från Fagersta C till Västerås C, Örebro C, Ludvika och Gävle C.